# 佳苗るか
佳苗 るか（かなえ るか、1993年3月4日 - ）は、日本のタレント、脚本家、実業家。元AV女優。アニソン・ボカロユニット「T♡Project」のメンバー。
長野県出身、ティーパワーズ所属。

## 略歴
2012年5月、『First impression』でAVデビュー。AVデビュー前の男性経験は1人。
初体験は高校2年生の時で、相手はひとつ年下。
スカパー!アダルト放送大賞2013で、成瀬心美が休養を取ることに伴い、藤北彩香と波多野結衣と共に、アイドルグループ「me-me*」（ミーム）に新たに加入することが発表され、ライブを行った。
2014年7月、セガのゲーム『龍が如く』のキャラクター出演をかけたセクシー女優人気投票にエントリーし、16位に選出され『龍が如く0 誓いの場所』への出演権を獲得した。
DMM.R18アダルトアワード2016にノミネートされた。2016年10月、T♡Projectのメンバーとして活動開始（他のメンバーは大槻ひびき、波多野結衣）。
2018年SODアダルトアワード最優秀女優賞受賞。
2018年6月3日をもってAV活動を終了したが、事務所のティーパワーズには引き続き所属。2019年より脚本家としてフェアリー佳苗名義で活動を開始。おもにアダルトビデオ作品の脚本家として活動を行う。
2020年6月、サイゾー主催のオールタイム「好きなAV女優アンケートトーナメント」にノミネート。同月28日にはボディアクセサリーブランド・Pharfaite撮影会に出席した。2021年7月8日、東京・青山RizMで開催されたライブイベント「LADY MADONNNA Vol.13」にて約3年ぶりに「T♡Project」として参加。
2024年時点では東京・新宿歌舞伎町で貸し切りバーラウンジ「ARUE」などを経営する。
2025年3月29日に東京・レフカダ新宿でライブ「佳苗るかのみんなの夢をかなえるか スーパーミラクルSPマジカルワンダーDX生誕祭」を開催。

## 人物
趣味はアニメ、ゲーム、コスプレ。特技は水泳、絵を描くこと。
専属契約の時には介護士の仕事も兼任していた。
消極的で内向的な性格を変えたくてAVデビューを志したとインタビューで語っている。
頻繁に作中でハメ潮を垂れ流したりと、潮吹きで定評があるが、初期こそ練習はしていたが、演技ではないとの事。相性はあるようで、膣の奥の上の方を責められると吹きやすく、巨根で反っている方が良い。
台本のない自由演技の時はアナル舐めと手コキをする。
猫を飼っており、名前は「めんまちゃん」。品種はスコティッシュフォールド。
2021年3月22日、東京・三軒茶屋グレープフルーツムーンでの音楽ライブでは80年代から90年代のアニメソングのみを歌唱した。
2022年7月30日  新宿でcafe＆bar ARUEというコンセプトバーを経営している。

## 作品

### アダルトビデオ（撮りおろし作品）
2012年
- First impression（5月1日、アイデアポケット）
- 学校でしようよ!（6月1日、アイデアポケット）
- めちゃカワご奉仕メイド（7月1日、アイデアポケット）
- スーパーアイドルナースのHな癒し看護（8月1日、アイデアポケット）
- 佳苗るかとヴァーチャルデート（9月1日、アイデアポケット）
- 僕とるかの甘〜い生活（10月1日、アイデアポケット）
- 狙われた女子校生…ストーカー痴漢（11月1日、アイデアポケット）
- 僕の妹がスケベ過ぎて困ってます（12月1日、アイデアポケット）

2013年
- カテキョ とってもヲタクなドスケベ家庭教師（1月1日、アイデアポケット）
- いきなりSEX えっ?今ここでですか?（2月1日、アイデアポケット）
- DIGITAL CHANNEL DC102（3月1日、アイデアポケット）
- もぎたて!パイパンはいすく〜る（4月1日、アイデアポケット）
- 女子高生レイプ輪姦（6月1日、MOODYZ）
- 舌と唇で感じあう濃密ベロキスづくし（7月1日、MOODYZ）
- はじめての真性中出し（8月1日、MOODYZ）
- ギラギラお姉さんの田舎男ご奉仕ツアー（9月1日、MOODYZ）
- NEW WATER POLE（11月12日、プレステージ）
- 新・絶対的美少女、お貸しします。 ACT.11（11月22日、プレステージ）

2014年
- 女子校生監禁凌辱 鬼畜輪姦 110（1月7日、アタッカーズ）
- 麗奴館 第二章（2月7日、アタッカーズ）
- 鎖に繋がれた花嫁 4（3月7日、アタッカーズ）
- 「通学電車で女子高生にせんずりを見せつけさらに全裸にしてチ○ポをマ○コに擦りつけたら?」 VOL.1（4月10日、DANDY）
- 温泉街で見つけた大学卒業旅行中の友達同士の男女が「混浴モニター体験」 初めて見せ合う全裸姿に友達同士は入浴中に火が付くまで何分?（4月24日、SODクリエイト）※「かおり」名義
- 清楚でマジメな優等生!黒髪ロリ女子校生たちのエッチな猛反撃!（5月23日、おかず。）
- 美少女即ハメ白書24（5月23日、ソクハメラボ）
- 女子校生中出しソープ（6月1日、ワンズファクトリー）
- パソコンに入っていた自分の母親のハメ撮り動画で興奮した隣の家の娘と恥ずかしい姿を見られ拒めなくなった母親を並べて親子丼（6月5日、ナチュラルハイ）
- 無邪気な娘の堪らない笑顔と我慢できない義父。柔らかく肉厚なカラダと終わらない濃厚接吻（6月19日、ヒビノ）
- 小悪魔JK 大胆パンチラコレクション Special 大人数挑発バージョン（7月1日、アロマ企画） ※AV OPEN2014ミドル級エントリー作品
- 近親純愛レズ（7月1日、U&K）
- ナチュラルハイ15周年記念作品 痴漢集大成 2014（7月1日、ナチュラルイハイ）
- 哀虐の奴隷市場3（7月7日、アタッカーズ）
- 「知らない女だけが損をする! 世界最大級のメガチ○ポで佳苗るかが強制フェラ/ハメ潮/生中出しをヤる」（7月10日、DANDY）
- レズ解禁☆美少女ふたりでエッチッチ!（7月25日、kawaii*）
- 媚薬入りお線香を嗅がされた未亡人（7月25日、EROTICA）
- 絶対妊娠!ガン反り生チ○ポで孕ませ中出しSEX!（7月25日、本中）
- チラッしゃいませ！！kawaii*学園文化祭2014 パンチラJKがお出迎え♪（8月1日、kawaii*）
- ケータイに夢中な女子校生は挿入されても気づかない2（8月7日、ROCKET）
- 中出しされるのがこんなに気持ちいいなんて初めて知りました。（8月13日、無垢）
- エッチがしたい女の子（8月13日、S-Cute）
- 149cmの恋 小柄なロリ美少女のSEX事情（8月13日、S-Cute）
- 子供と旦那が帰宅するまで1時間「赤ちゃんできてもいい…もっともっと奥で下さい」自宅で足を絡めて何度も求める「中出し6発」でやっとママは満足6排卵日に訪問編（8月21日、SODクリエイト）
- 私立スペレズ女学院 3年壁チ○ポ組（8月21日、ROCKET）
- 全国女子大生図鑑☆神奈川 るかちゃん（8月25日、ビッグモーカル）
- 先生と私〜青春レズビアン〜（9月1日、U&K）
- 合コンでお持ち帰りした女子を隠し撮り。許可無しAV発売。【其の四】（9月1日、変態紳士倶楽部）
- MOODYZファン感謝祭 バコバコバスツアー2014 南国バコバコランド大乱交!!（9月13日、MOODYZ）
- グローブフェティッシュ vol.04（9月19日、glovefetish）
- 一度ハメたチ○ポを、男湯で“生挿入して”探してこれたら100万円…のはずが 見知らぬ他人チ○ポを何本も生ハメして暴発真正中出し!! 間違えて当てた他人のチ○ポを男湯で探してくるゲームへ大発展!（9月25日、SODクリエイト）
- その女子高生は5〜6ピストンで出ちゃう入れたいだけの同級生よりも無理やりイカサレタとはいえ濃厚なキスをする中年オヤジのSEXを選んだ。（9月25日、ナチュラルハイ）
- マスターベーションインストラクション3 -Schoolgirl JOI- あなたに語りかける淫語と焦らしストリップでオナ指示 美少女JKスペシャル（9月25日、ROCKET）
- エレベーター 切り裂き下着没収痴漢 満員のエレベーターで身動きの取れないウブ娘を切り裂き下着没収痴漢で羞恥心に火を点け感じさせろ!（9月25日、アパッチ）
- 美少女孕ませメンバー募集 排卵日集団強姦中出し（9月25日、本中）
- 素人ロリ学生ナンパ!! Vol.2 習い事帰りの大人しそうな女子○○生達をまんまと騙してエロ撮影!!（10月3日、ロリ専科）
- 友達+ 友達だけどセックスしちゃお♥ 40代には信じられない!!今ドキ若者の新常識!?（10月10日、ホットエンターテイメント）
- バレたら人生終了!!SEX中にこっそり『ゴム外し!』極上AV女優と真正中出しSEX!! 出来るのか!?（10月10日、BAZOOKA）
- 中出しされたザーメンをごっくん 大乱交4時間SPECIAL（10月13日、MOODYZ）
- 雨に濡れてブラが透けている憧れのマドンナと放課後の教室で2人きり。 帰宅途中に突然の大雨に降られた僕が教室に戻ると同じクラスなのに一度も話したことないズブ濡れの憧れの女子が!濡れて下着が透けたクラスメイトを見た僕はすぐ勃起。そんな僕の下半身の事情も知らずに「風邪をひくから」と心優しい彼女は自分の事はそっちのけで僕の心配をしてくれ、無理矢理体を拭いて来た。当然勃起がバレてしまいヤバい!と思っていたら引かれるどころか優しく股間に手を伸ばして来た!（10月23日、Hunter）
- 素人中出しナンパ!! 目立ちたがりっ娘のイベントモデル専門学校生を狙って突撃ナンパ!! イベントモデル専門学校生初のAV出演! 華やかな世界を夢見る素人娘たち騙して連れ込み中出しセックスしちゃいます!!（10月25日、隼エージェンシー）
- 真夏のムレッムレッ逆痴漢電車（10月25日、kawaii*）
- ま●こに中出しされた精子を飲み干す痴女レズお姉さん（10月25日、ダスッ!）
- エロ家庭教師NO.1決定戦! ノーカット45分一本勝負!女優さんに自分が最もエロイと思う家庭教師をアドリブで演じてもらっちゃいました!（11月7日、ゴールデンタイム）
- 小、中、そして高校生になった今でもあだ名が［オナニー教授］のボクは当然童貞! 高校生になった今ではバイトしたお金で便利なオナニーグッズを購入し日々快適なオナニーライフをエンジョイしています!むしろ生身の女の子よりもオナニーの方がいいのでは!?そんな僕の家に男のオナニーが見てみたいというクラスの女子がやってきます!でも、いざ男の生々しいオナニーを見たらモジモジしだし頬を赤らめパンティ越しにも分かるくらいにビショ濡れで恥ずかしい染みだらけになって…。（11月8日、Hunter）
- 中目黒で働くロリ社長（11月11日、ZeTToN）
- デカちん執事をオナニー道具のために雇って、腰フリ騎乗位で快楽を満たす美人三姉妹（11月20日、SODクリエイト）
- 抜かずの14発中出し+1（11月28日、EROTICA）
- 子作りおねだり淫語（12月1日、FETISH BOX）
- SEXのハードルが異常に低い世界 9（12月6日、ディープス）
- 超うぶブルマ女子たちと男は僕ひとりの王様ゲーム! オトナのアソビに興味津々なブルマ女子たちが噂でしか聞いた事が無い合コンの定番『王様ゲーム』をやることに!たまたまその場にいた男は僕ひとりなので無理矢理参加させられ…。「王様の命令は絶対」なのにHな命令を恥ずかしがる女子。だけど「大人はみんなやっている」と言われ背伸びしたがる女子が目の前でスカートを上げブルマを見せ従う!そうなったらもう命令はどんどんエスカレートしていき…。（12月6日、Hunter）
- すけすけパンストお姉さんの誘惑（12月7日、unfinished）
- 大人の身体に成長してた姪っ子にフル勃起が避けられない叔父とその息子（12月18日、グローリークエスト）
- 新 センズリ見てたら興奮しちゃった素人娘 VOL.14（12月19日、OFFICE K'S）
- 142分間ノンストップ撮影、ノーカット編集で生中出し29連発に長時間お掃除フェラとぶっかけ21連発!!（12月19日、FS.KnightsVisual）
- お宅訪問レズ（12月19日、DIY）
- 新潟県○○女子●等学校○年3組の仲良し5人グループが修学旅行中に東京のゲリラ豪雨を初体験! 偽善オヤジの家に駆け込んだ無防備な透けブラ女子校生 雨で敏感になった身体をもてあそばれ火照り始めた田舎のウブマ○コに 一本の絶倫デカち○ぽを連続生挿入 金●すっからかんになるまで中出し10発（12月20日、ディープス）
- Double Dancer 4（12月25日、ジャネス）
- 本中4周年記念作品!! 美少女中出し島 2014 4時間スペシャル（12月25日、本中）

2015年
- 美人家庭教師のイケナイ授業（1月1日、FETISH BOX）
- 早漏で皮かぶりなチ○ポの強化プロジェクト（1月5日、未来 フューチャー）
- 母の再婚相手が連れてきた腹黒い妹にイジメられて何度も射精させられた。（1月5日、フリーダム）
- お姉ちゃんには内緒と言いながら乳首責めしてくる嫁の妹（1月8日、AKNR）
- キャンプファイアーにこっそり催淫媚薬を投入したら、あっちこっちで大乱交SEX 林間学校で輪姦の和!（1月8日、サディスティックヴィレッジ）
- 潜入捜査官（1月9日、ミリオン）
- スケベな身体限定! ほろ酔い生ハメ中出しパラダイス（1月9日、BAZOOKA）
- 中出し専用肉便器（1月13日、MOODYZ）
- 完全撮り下し! エロカワお姉さんたちがパッツンパッツンのボディコンで腰フリまくる着エロ限界ダンス! T-バックが超くい込むエロ尻をプリプリさせオマ○コのメコスジをくっきり見せつけながら踊る様子はAV以上に超スケベでフル勃起!（2月1日、ジャネス）
- 純真無垢な純白美少女 女神ファイル：01（1月21日、ONEZ）
- 孕ませの館 種付けプレス 小柄な美少女たちが巨体のキモオッサンに乗っかられ逃げられない強制中出し（1月22日、SODクリエイト）
- 大手ブラック企業の黒すぎる業務命令 挿れっぱなし受付嬢 2 デカチン即ハメ!笑顔での接客を強要されガマンできずパンスト美脚にしたたる無念の発情潮!!（1月22日、ディープス）
- 女子校に勤める男性教諭はリアルハーレム性活で1日5発は当たり前（1月23日、TMA）
- SCOOPスペシャル 突然AV女優にガン勃ちチ●ポのセンズリを見せつけたらどうなるのか!?大実験!（1月23日、SCOOP）
- 美少女マニア幼淫遊戯 黒髪美少女監禁調教四体目（1月25日、Baby Entertainment）
- もしも美脚お姉さんが悩殺ムレムレパンストで誘惑してきたら… 3 仕事でパンストがムレムレになっちゃってるお姉さんに誘惑されちゃった僕。 「おマ○コの匂いがするストッキングで…してあげる…」って言われたらもう辛抱たまらずフル勃起で大量ザーメンぶちまけちゃいました!!（1月30日、ジャネス）
- AV女優の凄テクを我慢できれば生★中出しSEX!（2月1日、ワンズファクトリー）
- 同級生4人にモテすぎて困るから子作り（2月1日、ZUKKON/BAKKON）
- M性感 W痴女のチ○ポ狩り3〜職場で逆痴漢するオンナたち〜「あなたのザーメン搾り取ってア・ゲ・ル!」2人のドスケベお姉さんがキスや淫語で誘惑してきて僕のチ○ポはハチキレ寸前！気づいたらチ○ポにむしゃぶりついていた!!（2月5日、ジャネス）
- 宙に浮くほどイキ跳ねる「エビ反り薬漬けエステ」5（2月5日、ナチュラルハイ）
- 家庭教師レズビアン 私、教え子の女子校生にレズ調教されています。（2月7日、ビビアン）
- 脳内調教!働くお姉さんのM男射精管理とアナルドライオーガズム 8 職場で働くいつも優しいお姉さんが今日は上から目線で見つめながら僕のチ○コを超凄テクでイジってくれるので思わず勃起!ジラしプレーでガマン汁出っぱなしでカラダもイキまくり（2月15日、未来 フューチャー）
- 予告なしで素人の家に夜這いしに行きます（2月19日、AKNR）
- ゴスロリ痴女DOLL 3（2月19日、FETISH BOX）
- 清楚系美少女の淫語パラダイス（2月25日、ジャネス）
- 貧乏姉妹が何度も中出しされたあの日々（2月25日、本中）
- もしも時間を自由に止められたら… 3 巨乳温泉編（2月27日、おかず。）
- 目があったら即ハメレイプ!!獲物を物色し、ばれないように背後から近寄り、一気にハメる！！何気ない日常に突如襲い掛かる恐怖（2月27日、ケイ・エム・プロデュース）
- 放課後美少女回春リフレクソロジー（2月27日、宇宙企画）
- ‘やる気無し女子大生デリヘル姫’を事務所に呼び出して、カスタマーサービスの大切さを徹底的に心と体に教え込む!お客様からのクレームが一定数を超えた嬢に講習という名の教育‘鉄ペニス制裁’（3月5日、サディスティックヴィレッジ）
- 最近話題の 男女が媚薬を飲んで大乱交SEXを楽しむ最近話題の温泉混浴サークルに行ってきました！10名全員セックス！！（3月5日、サディスティックヴィレッジ）
- 佳苗るか式早漏チ○ポ強化合宿（3月5日、アキノリ）
- 狂乱木馬地獄 vol.4（3月9日、Baby Entertainment）
- 生中出しコギャル4時間 FIVE GALS COLLECTION Vol.3（3月13日、ケイ・エム・プロデュース）
- 美少女の純白パンチラ（3月15日、FETISH BOX）
- 淫語!寸止め!強制発射!射精管理痴女8 突然憧れのお姉さんに誘惑され僕のチ●ポはフル勃起!恥ずかしいと思って嫌がったが無理矢理にチ●ポをしごかれ犯されちゃいました!（3月15日、ジャネス）
- 中出し肉便器学級当番3（3月19日、サディスティックヴィレッジ）
- 僕だけのAV女優（3月20日、MAD）
- 催眠実験2-焦々（3月21日、催眠研究所）
- 俺と冴子さんと寝取られメール（3月27日、ZIZ）
- 修学旅行で調子に乗って女子の部屋をドキドキ訪問！見回りの先生から隠れた布団の中で、大好きなアイツとまさかの密着状態！エロい空気が連鎖し、拡散した一夜限りのハメ外しに完全密着!（3月27日、ケイ・エム・プロデュース）
- バレたらヤバイ状況で密着しながら挑発してくる女たち（4月3日、OFFICE K’S）
- 欲望催眠姦（4月3日、FS.KnightsVisual）
- 誘惑見せつけまんぐりディルドオナニー2（4月3日、虎堂）
- レズビアンハイスクール〜放課後ノンストップ＆ハイテンション☆JKほろ酔いレズ大乱交〜（4月4日、ビビアン）
- おじさんちでしよう（4月4日、ワープエンタテインメント）
- Dance Crazy 4 オマ○コに喰い込むパンティを長回しで、超アップでお見せします。ハミ毛、ローション、光沢パンスト、T-バック尻でエロ度200％MAX!!（4月5日、ジャネス）
- スーパーピンクコンパニオン混浴大乱交パーティーでハメまくり! スーパー・ピンコン4名（4月9日、サディスティックヴィレッジ）
- 学校でレズっている女達を見つけてチ○コをねじ込んで感じさせてやった俺（4月9日、アキノリ）
- 飼われたい願望の従順美少女。（4月12日、HERO）
- 働くオンナの淫語レズバトル5 職場でレズるノンケの女はカラダに触るだけで過敏に反応し、オマ○コぐちょぐちょでクリトリスが超勃起!マン汁吸いまくるとソリながらイキまくり!!（4月15日、ジャネス）
- 電圧86倍!ビッグバンローターをオマ○コに入れたままアルバイト!子宮がビリビリにシビれた敏感娘は公衆の面前なのに潮!潮!潮!（4月23日、サディスティックヴィレッジ）
- ウブな教え子をち○ぽ汁（ザーメン）まみれにするデカチン巨乳ふたなり体育教師 3（4月23日、ディープス）
- 常に全裸業務で大乱交本当にあった!!全裸で業務をしている女子社員が存在する高度成長企業の実態に潜入SCOOP!!エロすぎる全裸女子社員10人収録!!（4月24日、ケイ・エム・プロデュース）
- 花魁撫子でありんす 雅ノ篇（4月24日、ワンダフル）
- オンナ（女教師・女子生徒）からSEXを求められる特殊な学園生活（4月24日、ケイ・エム・プロデュース）
- アナル丸見え!マンコ喰い込み!究極プロ級ダンサー8（4月25日、未来 フューチャー）
- 正統派美少女の妄想コスプレイヤー（4月26日、Fetish Box/妄想族）
- ドリシャッ!!（5月2日、ワープエンタテインメント）
- 制服カメラ（5月2日、ドリームチケット）
- 素人娘ずっぽりディルドオナニー体験!2 完全撮りおろし5時間16名（5月8日、S級素人）
- 妄想アイテム究極進化シリーズ ボディジャックZERO 憑依アプリ誕生編〜幽体離脱で女のカラダを乗っ取ってエロくてダークな憑依レズ天国〜（5月9日、ROCKET）
- レズビアンの姑に言い寄られ戸惑いを隠しきれない嫁4（5月15日、ジャネス）
- 催眠素顔13（5月15日、催眠研究所）
- AV出演寸前のHな赤面インタビュー→ドキドキ1stセックス16時間（5月19日、ROOKIE）
- 金粉奴隷娘（5月20日、バミューダ）
- 眠れぬ夜の出張サービス 性交添い寝倶楽部大人のゆりかご（5月21日、アキノリ）
- 日常に潜むレズ事情!いつも欲求不満な真性レズビアンな私が、娘のようなノンケな彼女に迫ったら、意外にも過敏に反応し、オマ○コを触ったら… クリトリスが5秒で勃起!（5月22日、なでしこ）
- リアルカップルの彼氏がチャレンジ!カリスマ女優の本気テクニックを30分耐えたら50万円!!（5月22日、ケイ・エム・プロデュース）
- 温かいロリ接吻 美少女の猥褻すぎるベロちゅう（5月25日、ジャネス）
- 性欲処理専門セックス外来医院 真正中出し科 佳苗看護師による5名連続性交処置（5月29日、SODクリエイト）
- 羞恥洗脳！ハイグレ人間にされちゃった2 ハイグレ星人の侵略編（6月6日、ROCKET）
- M 男汁が枯れるまでシャブリ殺してあげるわ 絶品フェラチオに大発射（6月15日、未来 フューチャー）
- 美少女JKのノーパン生パンスト（6月15日、ジャネス）
- Temptation 危ない前貼りDANCE 5（6月15日、未来 フューチャー）
- 緊縛新入社員（6月20日、バミューダ/ヴァンアソシエイツ）
- 暗闇×淫語バーチャルリアリティー陵辱＆従順制服が初々しい新入女子社員完墜ち編（6月26日、ワンダフル）
- 緊縛イカセ放置からのポルチオアクメ（6月27日、CORE）
- 子供が幼稚園で一緒の美人ママ友達に『モデルしませんか？』と騙し取材！仕事に育児に追われ欲求が溜まった体は制御不能！先っぽだけの約束が中出しまでされ『えっ？』 6（7月10日、ケイ・エム・プロデュース）
- SUPER JUICY はま KURI 栗〜美少女戦士拷問哀歌〜 第十四幕（7月12日、Baby Entertainment）
- 凌辱ヒロイン セーラー戦士中出し輪姦（7月24日、TMA）
- 白衣の天使 婦女暴行日誌200分（7月24日、ワンダフル）
- 白目を剥いて大量に潮を吹くほど気持ちイイ 最高級シロダーラエステ（7月25日、ヴィ）
- 人気AV女優に恋してるガチ素人さん参加型企画第1弾！！kawaii*presents 夢のハメキュン恋活ツアー2015（7月25日、kawaii*）
- 扇風機で涼むTバックのパンチラ女子に発情した俺（8月6日、アキノリ）
- Super Idol Super Shot！！〜カワイイ顔して凄まじい射精へ導くスーパーアイドル〜（8月7日、h.m.p）
- 目の前で痴漢に犯されていく女-そして助けられない僕。（8月13日、ムーディーズ）
- 淫語を言い続けながら激しい騎乗位で中出し暴発させる痴女（8月14日、ムーディーズ）
- 『女なら一度はセックスで失神してみたい！』世界最大級のメガチ●ポを求めハードすぎる黒人中出しセックスに佳苗るかが挑む！！（8月20日、DANDY）
- afterJK 放課後淫行Days（8月20日、デジタルアーク）
- 女子校の林間学校はこんなにも乱れていた！性に一番興味のある思春期。ゆとり世代が生んだ今の女子校生は本当にヤリたい放題なのか？徹底SCOOP！！！（8月28日、ケイ・エム・プロデュース）
- 大江戸ソープギャル〜ソープ嬢がタイムスリップ！花の吉原泡技対決！！〜 （8月28日、Eドラ!）
- なつこいSEX 浴衣と水着でハメまくり（8月30日、S-Cute ）
- 100人×中出し2015 絶対に濡れてはイケない孕ませ学校（9月1日、本中） ※AV OPEN 2015 エントリー作品
- 美人4姉妹とハーレム同棲生活（10月9日、ケイ・エム・プロデュース/BAZOOKA）
- 完全拘束ガンギマリ中出し (10月22日、DANDY)
- 私、本名でセックスしてました。(11月6日、無名時代)
- 田舎の女子校バレーボール部の部員5人の処女ま○こで童貞を卒業した僕。（11月6日、クリスタル映像/DIY）
- 汁だく口内性交 猥褻なフェラチオでいかせてあげる5 (11月15日、ジャネス)
- ツインテール貧乳ニーハイ美少女に中出し（11月27日、TMA）
- 佳苗るかの"H"な日常 (12月4日、h.m.p)
- 女子校生はバックで膣奥出しが大好き! (12月13日、MOODYZ)
- 縛られた美人秘書03〜肉欲と恥辱に支配されたオフィス緊縛〜（12月25日、ビッグモーカル）
- カセ拷問 鬼犯（12月25日、ケイ・エム・プロデュース/REAL）

2016年
- 女子校の寮まるごと全員と中出し乱交〜冬〜（2月1日、ZUKKON/BAKKON）
- BEST FRIENDS 親友レズ 佳苗るか×乙葉ななせ（2月5日、h.m.p）
- 天使のような可愛さと淫魔のような性欲（2月13日、妄想族/痴ロモン）
- レイプ合法化っ!!!（3月13日、MOODYZ）
- 重なりま○こに連続で!大量に!中出しし放題 夢のラブラブ姉妹丼生活（3月17日、SODクリエイト）
- 私立ハーレム淫語学園 (4月1日、MOODYZ)
- 中出し精子オマ●コ開帳ぱっくぁ（4月1日、h.m.p）
- 極限拷問ベスト 佳苗るか 未公開映像含む240分（4月13日、BabyEntertainment）
- ディルド大好き女子校生2（4月15日、OFFICE K’S）
- 私、お母様に毎日レズられてます 「親子なんだから恥ずかしがらなくていいのよ」と舌を入れてくる姑に戸惑いつつもオマ○コを濡らす嫁2（4月22日、なでしこ）
- むっちりプリ尻ブルマの課外授業（5月1日、Fetish Box/妄想族）
- JK小便淫語責め（5月2日、OFFICE K’S）
- 佳苗るかベスト 4時間（5月6日、h.m.p）※単体ベスト
- 小悪魔痴女「佳苗るか」 BEST！甘い淫語で迫られ、チ○ポをおねだりされる20シーン4時間（5月15日、ジャネス） ※単体ベスト
- え?!特撮?驚愕のメガ潮10リットル!ガチイキ・マジヤバ絶頂アクメでジェット潮吹き（6月1日、Fetish Box/妄想族）
- 寸止め焦らしでヤリたい放題!こんな女に痴女られ強制発射させられたいです。僕のチ○ポお姉さんのマ○コで丸呑みして下さーい!!（7月12日、マニアゼロ）
- 突入セヨ！！杉並区に存在する謎のセックス教団（8月1日、ズッコン/バッコン）
- マブダチ同士でM男いじめ（8月19日、OFFICE K’S）
- ぶっ飛びエロ潮吹きオナニー（8月30日、ジャネス）
- 働くお姉さんの蒸れたパンスト美脚、ナイロンの質感にそそられた僕はフル勃起!彼女はパンストから透けて見えるパンチラで誘惑しチ○ポをパンストずらして挿入させてくれました 5（9月13日、マニアゼロ）
- 神待ちサイト 実写版（10月19日、無垢）
- JKささやき淫語FUCK vol.1（10月21日、OFFICE K’S）
- 人妻アナル調教〜夫の家族が仕込む解禁アナルFUCK〜（10月25日、マドンナ）
- 女子校生孕ませレイプ中出し20連発（11月11日、レアルワークス）
- 萌えコス七変化 コスプレcollection 4時間（11月13日、ジャネス）
- 可愛い孫（23歳）が上品なおばあちゃん（77歳）に百合孝行（11月23日、新中野小劇場）
- Ruka 必ず笑顔になれるから（12月1日、REbecca）
- 凄腕テクでイカされる濃厚射精と男の潮吹き（12月11日、ジャネス）

2017年
- 痴女クイーン佳苗るか 7時間スペシャル 凄テクでキン○マからザーメンを絞り取る逆イカセ!（2月1日、スタイルアート/妄想族）
- 痴女QUEEN 佳苗るか BEST 4時間（2月14日、ジャネス）
- オシャブリーナ フェラチオがしたくてたまらないおしゃぶり痴女（2月19日、Fetish Box/妄想族）
- 誘惑する親父の女（3月24日、人妻花園劇場）
- 原作・鬼龍凱 高慢令嬢姉妹、堕ちる（3月25日、ATTACKERS）
- 鋼鉄の魔女アンネローゼVS対魔忍アサギ 2大ヒロイン屈辱のアヘ顔陥落（9月1日、ZIZ）
- 放課後レズビアン 幼なじみと転校生と…。 佳苗るか 星空もあ 葉月七瀬 (11月19日、ビビアン)
- 容赦無き調教奴隷イラマチオ〜犯される喉奥。無慈悲な最凶腰振りで泣き崩れる女達〜（12月22日、SEX Agent）

2018年
- 坊主バー セクシー女優の駆け込み寺（1月17日、桃太郎映像）
- 本気で赤面する美少女の放尿!!（2月25日、MAX-A）
- ムレムレブルマ合宿 4（3月1日、グローリークエスト）
- エロスでカオスな定時制学校に入学した絶倫童貞のボク（5月11日、ケイ・エム・プロデュース）
- 尿だす子（7月6日、OFFICE K’S）
- 熱々新妻は見せつけられて悶々とした隣の男達に監禁拘束セックス生き人形にされ、夫の前で種付け中出しされる（7月12日、ヒビノ）
- 佳苗るかの凄テクを我慢できれば生★中出しSEX!（9月1日、ワンズファクトリー）
- レズテクNO.1決定戦 台本なしのイカセ合いバトル！ DOCUMENT LESBIAN 2018 Season.2 ガチレズビアンSEX大乱交（9月7日、ビビアン）
- 引退×中出し るーたんと最後にみんなで青春するぞスペシャル!!!（11月25日、本中）

### アダルトVR
2017年
- クラスのマドンナ2人がレズだった!？目の前で見せつけられるレズキスと大量潮吹き（2月28日、SODクリエイト）
- 常に密着イチャイチャ超高級ソープ イス洗い中出し編（2月28日、SODクリエイト）
- 10万円の高級ソープがVRなら980円で体験できる!（3月17日、ケイ・エム・プロデュース）
- 2作品収録!!オナニーを手伝ってあげるスペシャル（3月24日、ケイ・エム・プロデュース）

## 脚本作品

### アダルトビデオ
- 心の底から嫌いな隣人に中出しレ×プされ続けた人妻 黒崎みか（2019年9月27日）
- 出張先相部屋レ×プ 一晩中犯●れ続けた人妻女上司 加藤ももか（2019年9月27日）
- サキュバスVR ～第3章～ 闇の教会で悪魔の花嫁と永遠の性交儀式（2019年10月17日）
- 上司の奥様を孕ませ中出しレ×プ 今井夏帆（2019年10月25日）
- 主演:波多野結衣×脚本:フェアリー佳苗 ～スペシャルドラマVR「やけぼっくい」に火がつく～（2020年2月28日）
- 禁断の中出し不貞行為-夫よりも大好きな相手と激しく求め合った幸せな日々- 永瀬ゆい（2020年3月27日）
- 仕事ができない部下にムリヤリ襲われ堕ちた人妻… 浜崎真緒（2020年5月29日）
- 旦那の親友に監禁調教され媚薬責めで快楽堕ちした色白ボイン美巨乳妻 河北はるな（2020年7月24日）
- 侵入者 -覆面黒人にイキナリ襲われ潮吹きしながら極太チ○ポの快楽に堕ちた人妻- 大浦真奈美（2020年9月25日）
- 温泉旅館で監禁され…媚薬と熟練テクで愛液ダダ漏れイキ狂う堕ちた貞淑妻 愛花みちる（2020年11月27日）

## 出演

### 映画
- いんらんな女神たち 第一話「さようならすきになった人」（2014年1月24日、オーピー映画）- 綾瀬結衣 役[21]
- 性春リバーサイド ふたりでイこう（2017年4月7日公開、監督：池島ゆたか、OP PICTURES）- アイカ 役

### Vシネマ
- ベルベット・キス 罠にはめた小悪魔（2013年2月2日、竹書房）
- ベルベット・キス 禁じられた二人の時（2013年3月1日、竹書房）
- 裏麻雀美神列伝 脱がせの美咲（2014年2月5日、アルバトロス）
- 歌舞伎町ブラックスワン キャバクラ・風俗・AV 闇の女手配師 -深雪-（2017年11月4日、監督：山内大輔、竹書房）

### テレビ
- ビ〜チ9（2012年7月・2013年2月・7月・2014年1月、テレビ埼玉）- マンスリーゲスト
- ゴッドタン 〜The God Tongue 神の舌〜（2013年3月9日、テレビ東京） - 「ヘブリカンはダサぁーない!アレンジさえすればホンマはめっさカッコええんやでー!対決」のゲスト
- ヴィーナス・フューチャー #121（2013年、エンタ!959）
- クロコーチ（2013年10月11日、TBS）- 「金本真美」役
- もう!バカリズムさんのドH!（2014年12月29日、NOTTV）※me-me*での出演
- 阿部乃ちゃんねる（2015年5月10日、6月7日、2020年9月12日、11月5日、エンタ!959）
- 魚拓と成瀬のツキとスッポンぽん #87,#88・#110,#111（2016年5月1日,8日・10月9日,16日、パチ・スロ サイトセブンTV）
- 田村淳の地上波ではダメ!絶対!（2016年7月7日、BSスカパー）
- 木村魚拓の窓際の向こうに #200（2016年8月7日、パチンコ★パチスロTV!）

### ウェブテレビ
- オーイシ×加藤のピザラジオ（2020年11月11日、きゃにめ）

### ゲーム
※声の出演
- 龍が如く0 誓いの場所（2015年、ゲーセン店員・るか）
- クリムゾン妖魔大戦（2022年、宇佐美みく、或田エリイ）

## 製品

### フィギュア
- PLAMAX Naked Angel 1/20 佳苗るか（2022年10月28日、マックスファクトリー）

### アダルトグッズ
- AV ANGEL 佳苗るか（2017年9月30日、ケイ・エム・プロデュース）- 非貫通オナホール